# Боркі-Ліпковські
Боркі-Ліпковські (пол. Borki Lipkowskie) — село в Польщі, у гміні Поддембиці Поддембицького повіту Лодзинського воєводства.
У 1975-1998 роках село належало до Серадзького воєводства.